# Qina
Qina of Qena (Arabisch: قنا) is een stad aan de Nijl in Egypte. Het is de hoofdstad van het gouvernement Qina.
De stad Dendera ligt op enkele kilometers afstand van Qina. Ook Luxor is niet ver weg, op een afstand van enkele tientallen kilometers.

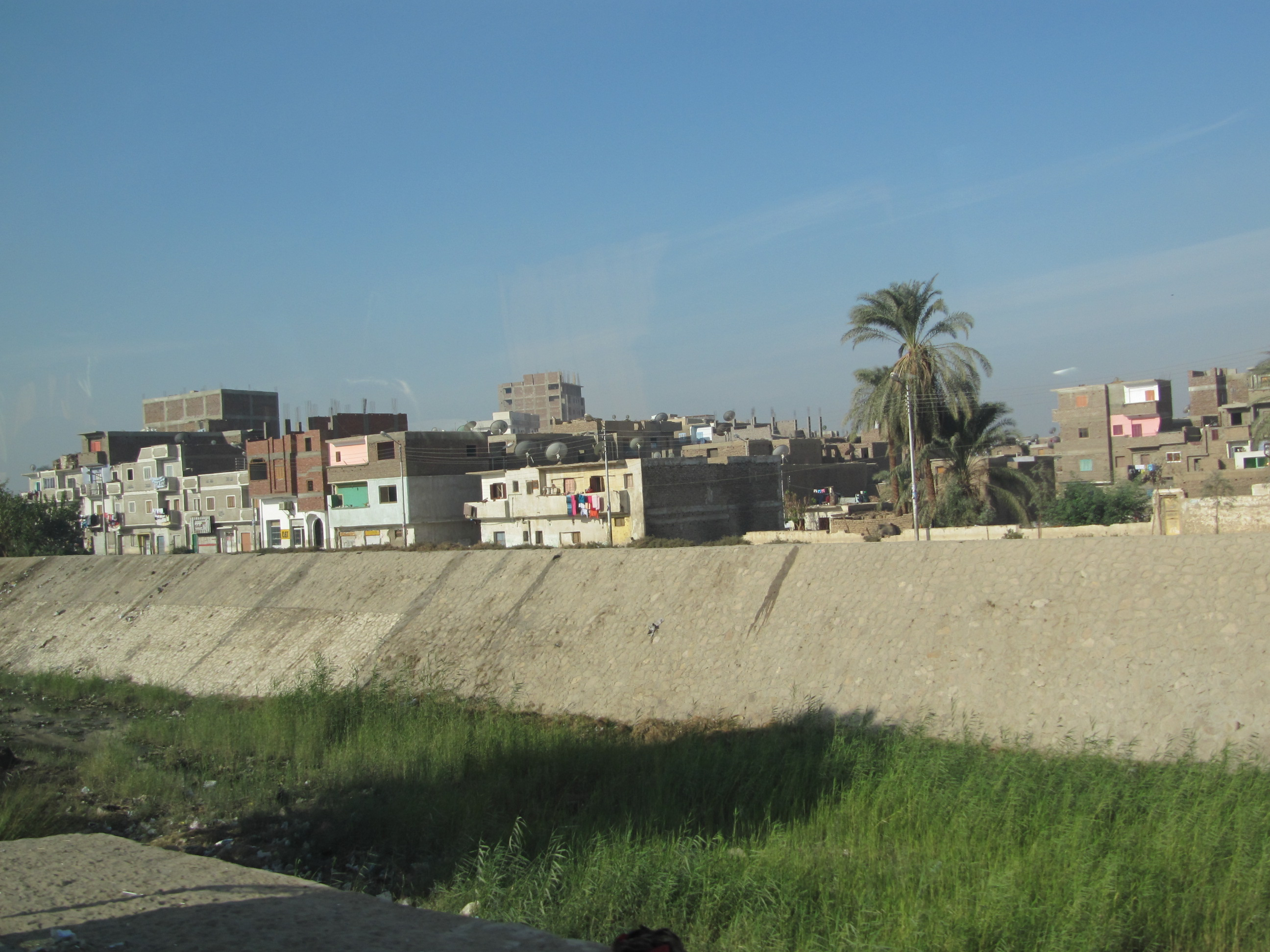
Irrigatiekanaal en bebouwing
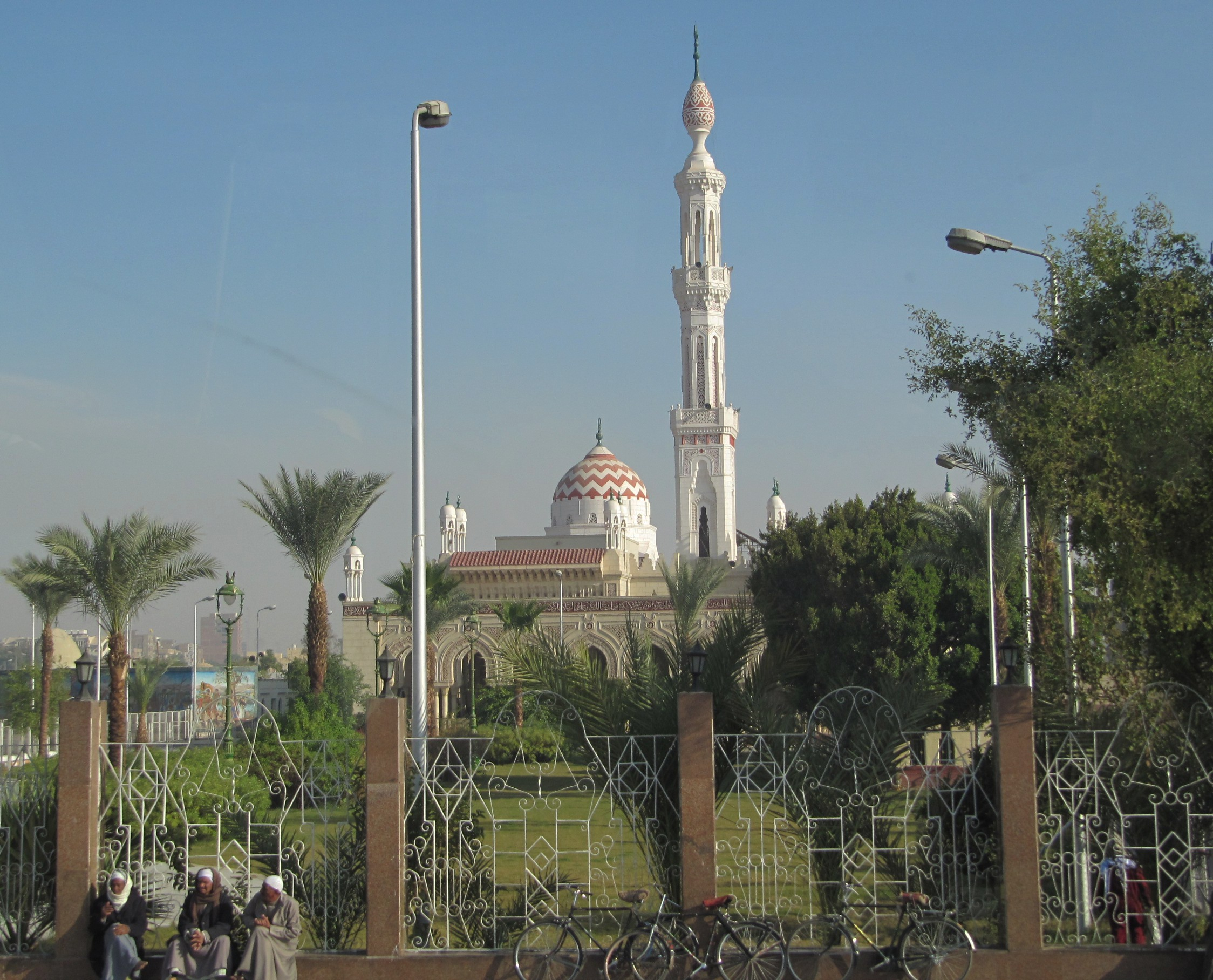
Moskee